# باب دیلن
باب دیلن (انگلیسی: Bob Dylan؛ قانوناً رابرت دیلن؛ با نام تولد رابرت آلن زیمرمن؛ زادهٔ ۲۴ مهٔ ۱۹۴۱) خواننده-ترانه‌سرای آمریکایی است. او غالباً یکی از بزرگ‌ترین ترانه‌سرایان تاریخ دانسته می‌شود، و در طول شش دهه فعالیت یکی از چهره‌های قابل توجه در فرهنگ عامه بوده است. او در دههٔ ۱۹۶۰ به شهرت رسید، زمانی که ترانه‌هایش «دمیدن در باد» (۱۹۶۳) و «زمانه در تغییر است» (۱۹۶۴) به سروده‌های جنبش حقوق مدنی و ضد جنگ تبدیل شدند. دیلن تکنیک‌های شاعرانهٔ بسیار پیچیده را به موسیقی فولک اوایل دههٔ ۱۹۶۰ افزود و آن را «با روشنفکری شاعرانه و ادبیات کلاسیک» پیوند داد. اشعار او طیفی از تأثیرات سیاسی، اجتماعی و فلسفی را در بر می‌گرفت و قاعده‌های موسیقی پاپ را به چالش کشید و برای پادفرهنگ رو به رشد این دهه خوشایند بود.
دیلن در شهرستان سنت لوئیس، مینه‌سوتا به دنیا آمد و بزرگ شد. در پی انتشار نخستین آلبومش در سال ۱۹۶۲ که هم‌نام خودش و شامل ترانه‌های فولکِ مرسوم بود، دیلن سال بعد با انتشار آلبوم د فری‌ویلن باب دیلن به ترانه‌سرایی برجسته تبدیل شد. بسیاری از ترانه‌هایش برگرفته از لحن و عبارت‌پردازی ترانه‌های قدیمی فولک بودند. دیلن در سال‌های ۱۹۶۵ و ۱۹۶۶ با به‌کار بردن سازهای راک تقویت‌شدهٔ الکترونیکی در میان مردم بحث‌برانگیز شد و در ۱۵ ماه سه مورد از مهم‌ترین و تأثیرگذارترین آلبوم‌های راک دههٔ ۱۹۶۰ را ضبط کرد: همه را به خانه بیاور (۱۹۶۵)، دیدار دوباره با بزرگراه ۶۱ (۱۹۶۵) و بلوند بر روی بلوند (۱۹۶۶). تک‌آهنگ شش دقیقه‌ای او «چون یک خانه‌به‌دوش» (۱۹۶۵) حدومرزهای تجاری و خلاقانه را در موسیقی عامه‌پسند گسترش داد.
در ژوئیهٔ ۱۹۶۶، تصادف با موتورسیکلت منجر به کناره‌گیری دیلن از برگزاری تور شد. او در این دوره، شمار زیادی از ترانه با اعضای د بند که قبلاً در تور با هم همکاری می‌کردند ضبط کرد. این قطعات ضبط‌شده در ۱۹۷۵ به عنوان یک آلبوم مشترک به‌نام نوارهای ضبط زیرزمینی منتشر شد. دیلن در اواخر دههٔ ۱۹۶۰ و اوایل دههٔ ۱۹۷۰ در سه آلبوم خود موسیقی کانتری و مضامین روستایی را تجربه کرد. او در ۱۹۷۵ آلبوم بلاد آن د ترکز را منتشر کرد که بسیاری آن را بازگشت به فرم می‌دانستند. او در اواخر دههٔ ۱۹۷۰ او به‌عنوان یک مسیحی دوباره زاده شد و مجموعه‌ای از آلبوم موسیقی در ژانر انجیل معاصر منتشر کرد. او در اوایل دههٔ ۱۹۸۰ به سبک ویژه و آشناتر مبتنی بر راک خود بازگشت. آلبوم وقفهٔ ذهن دیلن در سال ۱۹۹۷ آغاز تحولی شگرف برای حرفه‌اش بود. او از آن زمان سه‌گانه آلبومی در دههٔ ۲۰۱۰ ضبط کرد که دربرگیرندهٔ آوازنامهٔ بزرگ آمریکا، به‌ویژه ترانه‌های اجراشده توسط فرانک سیناترا بود. دیلن از اواخر دههٔ ۱۹۸۰ به‌طور مداوم تورهایی را برگزار کرده که با نام تور بی پایان شناخته می‌شود.
دیلن از سال ۱۹۹۴ نه کتاب در زمینهٔ طراحی و نقاشی منتشر کرده و آثارش در گالری‌های هنری بزرگ به نمایش گذاشته شده است. او بیش از ۱۴۵ میلیون از آثارش را به فروش رسانده و این موضوع او را به یکی از پرفروش‌ترین هنرمندان موسیقی در تمام دوران تبدیل کرده است. او جوایز و افتخارات متعددی از جمله نشان افتخار آزادی رئیس‌جمهوری، ده جایزه گرمی، یک جایزه گلدن گلوب و یک جایزه اسکار دریافت کرده است. نام دیلن در تالار مشاهیر راک اند رول، تالار مشاهیر ترانه‌سرایی نشویل و تالار مشاهیر ترانه‌سرایی راه یافته است. هیئت جایزه پولیتزر در سال ۲۰۰۸ به او تقدیرنامهٔ ویژه‌ای را بابت «تأثیر عمیق او بر موسیقی عامه‌پسند و فرهنگ آمریکایی، که با ترکیبات غنایی با قدرت شاعرانه فوق‌العاده محسوس شده» اعطا کرد. دیلن در سال ۲۰۱۶ جایزه نوبل ادبیات را برای «آفرینش بیانی تازه در ترانه‌سرایی آمریکا» دریافت کرد.

## اوایل زندگی و حرفه
رابرت آلن زیمرمن در ۲۴ مه ۱۹۴۱ در بیمارستان سنت‌ماری شهر دلوث، مینه‌سوتا به دنیا آمد. والدین پدرِ دیلن، پس از کشتارهای ۱۹۰۵ علیه یهودیان، از اودسا در امپراتوری روسیه (اوکراین کنونی) به ایالات متحده مهاجرت کردند. والدین مادرِ او، یهودیان لیتوانیایی بودند که در سال ۱۹۰۲ وارد ایالات متحده شدند. به نوشتهٔ دیلن، خانوادهٔ مادربزرگ پدری او اصالتاً اهل منطقه کاقیزمان در استان قارص در شمال شرقی ترکیه بودند.
پدر و مادر دیلن جزئی از یک جامعهٔ کوچک و همبستهٔ یهودی بودند. آن‌ها تا زمانی که دیلن شش ساله شد در دلوث زندگی می‌کردند، تا اینکه پدر دیلن به فلج اطفال مبتلا شد و خانواده به زادگاه مادرش هیبینگ، مینه‌سوتا بازگشتند. آن‌ها تا پایان دوران کودکی دیلن در آن‌جا زندگی می‌کردند و پدر و عموهایش یک فروشگاه مبلمان و لوازم خانگی را اداره می‌کردند.
در اوایل دههٔ ۱۹۵۰، دیلن شنوندهٔ برنامه رادیویی گرند اول اپری بود و ترانه‌های هنک ویلیامز را گوش می‌داد. او بعداً گفت که صدای ویلیامز بر او تأثیرگذار بود. دیلن همچنین تحت تأثیر طرز بیان جانی ری قرار گرفت: «کاملاً عاشقش شدم … عاشق سبک او بودم، می‌خواستم مانند او لباس بپوشم.» در نوجوانی، دیلن شنوندهٔ راک اند رول بود که در ایستگاه‌های رادیویی شریوپورت و لیتل راک پخش می‌شد.
در دهه ۱۹۵۰ باب، مثل بسیاری از کودکان و نوجوانان آمریکایی از طریق وسیله ارتباطی جدیدی که رادیو ترانزیستوری نام داشت، عاشق موسیقی شد. او در نوجوانی زادگاه خود را ترک کرد و برای اینکه دیگر با گذشته‌اش ارتباطی نداشته‌باشد نام خود را نیز تغییر داد. معروف است که او نام هنری خود را از نام شاعر اهل ولز بریتانیا، دیلن تامس گرفته است.
باب دیلن یکی از تأثیرگذارترین چهره‌ها در موسیقی معاصر آمریکا بوده است. ترانه معروف او «چون یک خانه‌به‌دوش» توسط مجله رولینگ استون به عنوان برترین ترانه تمام زمان‌ها انتخاب شد.
برخی از ترانه‌های او توسط بسیاری از خوانندگان مشهور بازخوانی شده است که از جمله آن‌ها می‌توان به «کوبیدن بر در بهشت» که توسط گروه گانز ان روزز اجرا شد و «در مسیر برج دیده‌بانی» که توسط جیمی هندریکس اجرا شد، اشاره کرد. مارتین اسکورسیزی فیلم مستند «راهی به خانه نیست» را در مورد باب دیلن ساخته است. همچنین فیلم «من آنجا نیستم» ساخته تاد هینز برگرفته از زندگی این هنرمند است.
او به خاطر ترانه‌های نغز و پرمفهومش بارها نامزد دریافت جایزه نوبل ادبیات شده که در نهایت سال ۲۰۱۶ این جایزه را کسب نموده است. دیلن یک گیاه‌خوار نیز هست.

## زندگی شخصی

### روابط عاشقانه

#### اکو هلستروم
اکو هلستروم، معشوقه دوران دبیرستان دیلن بود. این زوج با هم به موسیقی ریتم-اند-بلوز از رادیو گوش می‌دادند و خانواده اکو او را با خوانندگانی چون جیمی راجرز از طریق صفحات گرامافون ۷۸ دور آشنا کردند. همچنین، مجموعه‌ای از مجلات موسیقی فولک، نت‌های موسیقی و دست‌نوشته‌ها در اختیارش قرار دادند. برخی معتقدند که هلستروم الهام‌بخش ترانه «دختر اهل سرزمین شمالی» (Girl from the North Country) دیلن بوده است، هرچند این موضوع مورد اختلاف است.

#### سوز روتولو
نخستین رابطه جدی دیلن با سوز روتولو، هنرمند و دختر رادیکال‌های حزب کمونیست آمریکا، شکل گرفت. دیلن دربارهٔ او می‌گوید: «او اروتیک‌ترین چیزی بود که تا آن زمان دیده بودم… انگار هوا پر از برگ‌های موز شد. شروع به صحبت کردیم و سرم گیج رفت.» روتولو در کنار دیلن روی جلد آلبوم دی فری‌ویلین باب دیلن دیده می‌شود. منتقدان برخی از ترانه‌های عاشقانه اولیه دیلن، از جمله «دو بار فکر نکن، همه‌چیز درست است» (Don't Think Twice It's All Right)، را به او نسبت می‌دهند. این رابطه در سال ۱۹۶۴ به پایان رسید. روتولو در سال ۲۰۰۸ کتاب خاطرات خود را با عنوان زمان فری‌ویلین دربارهٔ زندگی‌اش در گرینویچ ویلیج و رابطه با دیلن منتشر کرد.

#### جون بایز
جون بایز در آوریل ۱۹۶۱، زمانی که با دیلن آشنا شد، اولین آلبوم خود را منتشر کرده و به‌عنوان «ملکه موسیقی فولک» شناخته می‌شد. او پس از شنیدن ترانه «با خدا در کنارمان» (With God on Our Side) از دیلن گفت: «هرگز فکر نمی‌کردم چنین اثر قدرتمندی از آن آدم کوچک بیرون بیاید.» در ژوئیه ۱۹۶۳، بایز دیلن را برای اجرا در جشنواره فولک نیوپورت دعوت کرد و این آغاز همکاری‌های مشترک آن‌ها در دو سال بعد بود. تا زمان تور دیلن در بریتانیا در سال ۱۹۶۵، رابطه عاشقانه آن‌ها رو به سردی رفت، که این موضوع در مستند به عقب نگاه نکن ثبت شده است. بایز بعدها در تور «رولینگ ثاندر ریو» دیلن در سال‌های ۱۹۷۵–۷۶ شرکت کرد و در فیلم رنالدو و کلارا (۱۹۷۸) به کارگردانی دیلن، نقش «زن سفیدپوش» را ایفا کرد. آن‌ها در سال ۱۹۸۴ بار دیگر با کارلوس سانتانا تور مشترکی برگزار کردند.
بایز در مستند راهی به خانه نیست (۲۰۰۵) ساخته مارتین اسکورسیزی، از رابطه‌اش با دیلن سخن گفت. او در دو کتاب خودزندگینامه‌اش، سپیده‌دم (۱۹۶۸) که تحسین شد و در و صدایی برای آواز (۱۹۸۷) با نگاهی انتقادی‌تر، از دیلن نوشت. ترانه «الماس‌ها و زنگار» (Diamonds & Rust) او به‌عنوان پرتره‌ای دقیق از دیلن توصیف شده است.

#### سارا لوندز
دیلن در ۲۲ نوامبر ۱۹۶۵ با سارا لوندز، که پیش‌تر مدل و منشی در شرکت درو اسوشیتس بود، ازدواج کرد. آن‌ها صاحب چهار فرزند شدند: جسی بایرون (متولد ۶ ژانویه ۱۹۶۶)، آنا لی (متولد ۱۱ ژوئیه ۱۹۶۷)، ساموئل ایزاک آبرام (متولد ۳۰ ژوئیه ۱۹۶۸) و جیکوب لوک (متولد ۹ دسامبر ۱۹۶۹). دیلن همچنین ماریا لوندز، دختر سارا از ازدواج قبلی (متولد ۲۱ اکتبر ۱۹۶۱)، را به فرزندخواندگی پذیرفت. سارا در فیلم رنالدو و کلارا (۱۹۷۸) نقش کلارا را بازی کرد. باب و سارا دیلن در ۲۹ ژوئن ۱۹۷۷ از یکدیگر جدا شدند.

#### کارولین دنیس
دیلن و کارولین دنیس، خواننده همراه گروهش، صاحب دختری به نام دزیره گابریل دنیس-دیلن (متولد ۳۱ ژانویه ۱۹۸۶) شدند. آن‌ها در ۴ ژوئن ۱۹۸۶ ازدواج کردند و در اکتبر ۱۹۹۲ طلاق گرفتند. این ازدواج و فرزندشان تا زمان انتشار کتاب در امتداد بزرگراه: زندگی باب دیلن نوشته هوارد سونز در سال ۲۰۰۱ مخفی ماند.

### محل زندگی
وقتی دیلن در تورهای موسیقی نیست، گفته می‌شود بیشتر در پوینت دوم، منطقه‌ای ساحلی در ملیبو، کالیفرنیا، زندگی می‌کند، هرچند او املاکی در سرتاسر جهان دارد.

### باورهای مذهبی
دیلن در هیبینگ، مینه‌سوتا، در یک جامعه کوچک یهودی بزرگ شد و در مه ۱۹۵۴ مراسم بر میتصوا خود را برگزار کرد. در حدود سی سالگی، در سال ۱۹۷۱، به اسرائیل سفر کرد و با مئیر کاهان، بنیان‌گذار اتحادیه دفاع یهودی در نیویورک، دیدار کرد.
در اواخر دهه ۱۹۷۰، دیلن به مسیحیت گروید. در نوامبر ۱۹۷۸، با راهنمایی دوستش مری آلیس آرتس، با مدرسه شاگردی وین‌یارد ارتباط برقرار کرد. کن گالیکسن، کشیش وین‌یارد، می‌گوید: «لری مایرز و پل اموند به خانه باب رفتند و او را هدایت کردند. او پاسخ داد که بله، واقعاً مسیح را در زندگی‌اش می‌خواهد. همان روز دعا کرد و خداوند را پذیرفت.» از ژانویه تا مارس ۱۹۷۹، دیلن در کلاس‌های مطالعه کتاب مقدس وین‌یارد در رسیدا، لس آنجلس، شرکت کرد.
تا سال ۱۹۸۴، دیلن از برچسب «تولد دوباره» فاصله گرفت. او به کرت لودر از مجله رولینگ استون گفت: «من هرگز نگفتم که 'تولد دوباره' هستم. این فقط یک اصطلاح رسانه‌ای است. فکر نمی‌کنم هیچ‌وقت بی‌خدا بوده‌ام. همیشه به یک نیروی برتر اعتقاد داشتم، اینکه این دنیا واقعی نیست و دنیایی دیگر در راه است.» در سال ۱۹۹۷، به نیوزویک گفت:
این قضیه من و مذهب است. حقیقت محض این است: من مذهب و فلسفه را در موسیقی پیدا می‌کنم. جایی دیگر پیدایش نمی‌کنم. ترانه‌هایی مثل «بگذار روی کوه آرام استراحت کنم» یا «نوری دیدم» – این‌ها مذهب من هستند. به خاخام‌ها، کشیش‌ها، مبلغان، هیچ‌کدام وابسته نیستم. از ترانه‌ها بیشتر از هر موجود دیگری یادگرفته‌ام. ترانه‌ها واژه‌نامه من هستند. من به ترانه‌ها ایمان دارم.
دیلن از جنبش خباد لوباویچ حمایت کرده و به‌صورت خصوصی در مراسم مذهبی یهودی، از جمله بر میتصوا فرزندانش و خدمات در یشیوای خباد لوباویچ، شرکت داشته است. در سال‌های ۱۹۸۹ و ۱۹۹۱، در برنامه تله‌تون خباد حضور یافت.
او همچنان ترانه‌های آلبوم‌های گاسپل خود را در کنسرت‌ها اجرا می‌کند و گاه ترانه‌های مذهبی سنتی را می‌خواند. دیلن گاهی به باورهای مذهبی‌اش اشاره کرده، مانند مصاحبه‌ای در سال ۲۰۰۴ با برنامه ۶۰ دقیقه، که به اد بردلی گفت: «تنها کسی که باید مراقب دروغ گفتن به او باشی، خودت یا خداست.» او برنامه تور مداوم خود را بخشی از توافقی دانست که مدت‌ها پیش با «فرمانده کل – در این زمین و در جهانی که نمی‌بینیم» بسته است.
در دسامبر ۲۰۲۲، دیلن در گفت‌وگو با وال‌استریت ژورنال، بار دیگر دیدگاه مذهبی خود را تأیید کرد: «من زیاد کتاب مقدس می‌خوانم، مراقبه و دعا می‌کنم، در کلیسا شمع روشن می‌کنم. به عذاب و رستگاری، و همچنین قضا و قدر ایمان دارم. پنج کتاب موسی، نامه‌های پائولین، شفاعت قدیسان، همه‌اش.»

## اعتراض و آن روی سکه

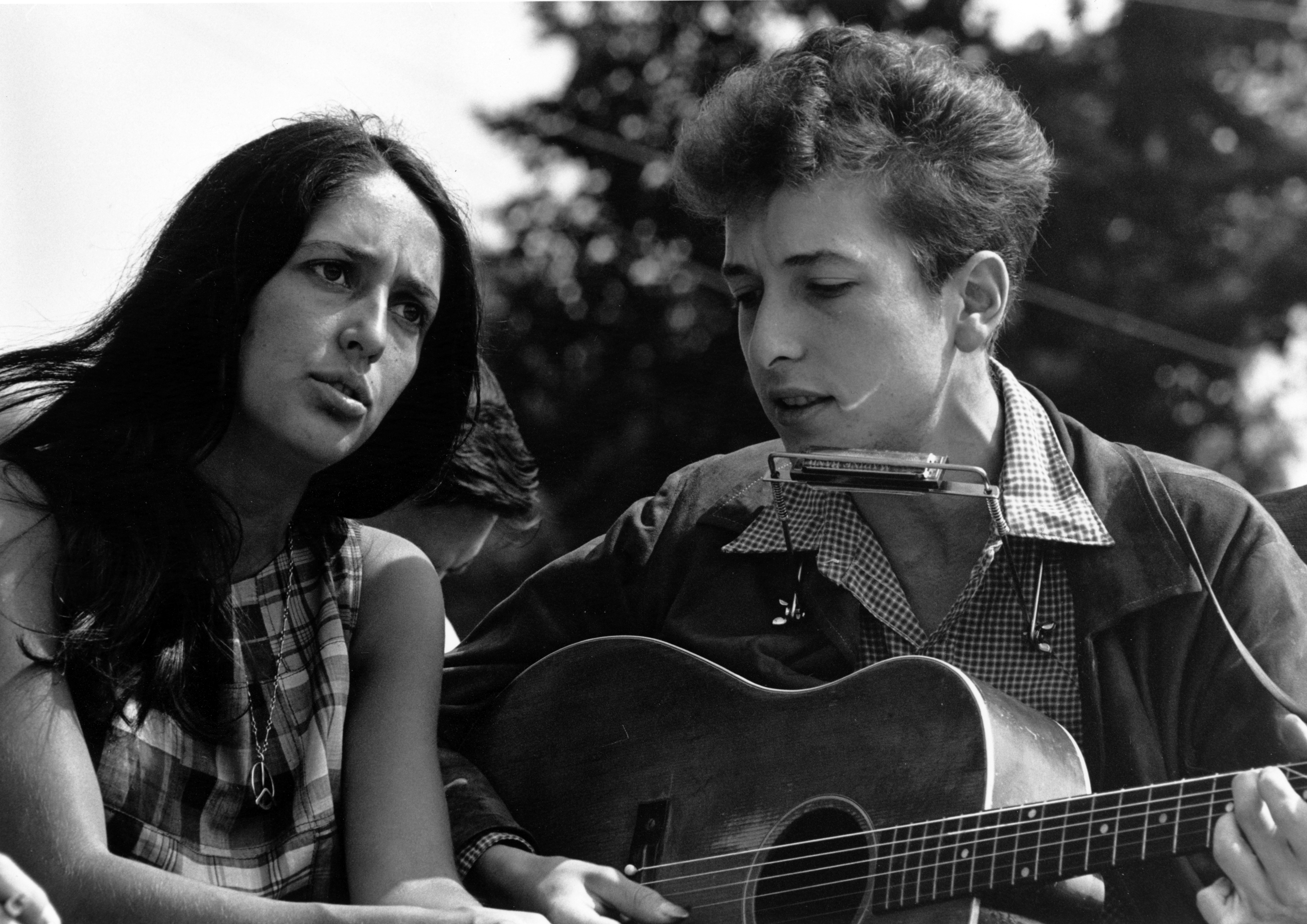
باب دیلن و جُون بایز در حال اجرای ترانه‌ای در راهپیمایی به سوی واشینگتن برای کار و آزادی به تاریخ ۲۸ اوت ۱۹۶۳ میلادی.

در می ۱۹۶۳، وجههٔ سیاسی دیلن با حضور و تمرین در اد سولیوان شو افزایش یافت، دیلن توسط «رئیس برنامه‌های تمرینی» سی‌بی‌اس متوجه شده بود که آهنگی که برنامه داشت اجرایش کند، حرف‌های پارانوئید جان بریچ، به‌طور بالقوه برای بنیاد جان بریچ توهین‌آمیز است. دیلن نیز به دلیل تن ندادن به سانسور از اجرای این آهنگ صرف‌نظر کرد.
تا این زمان، دیلن و جوآن بائز هر دور از اعضای برجسته جنبش حقوق مدنی بودند و با یکدیگر در راهپیمایی در واشینگتن در ۲۸ اوت ۱۹۶۳ خوانده بودند. آلبوم سوم دیلن، زمانه در تغییر است، بازگوکنندهٔ وجه سیاسی و بدبینانه دیلن بود. آهنگ‌ها غالباً به موضوعات روز و داستان‌های دنیای واقعی اختصاص داشت، «تنها بازیچه‌ای در دست آنها» به قتل فعال حقوق مدنی مدگار اورز؛ و آهنگ برشتی مرگ ملالت‌بار هتی کرول به مرگ کارگر سیاه‌پوست میخانه هتی کرول توسط ویلیام زاتزینگر سفیدپوست و معروف اشاره می‌کرد. در معنایی عام‌تر آهنگ‌های شعر هولیس براون و نورث کانتری بلوز به باروری ناامیدکننده جوامع کشاورزی و کارگری اشاره می‌کرد. این‌گونه تم‌های سیاسی در این آلبوم با دو آهنگ عاشقانه به نام‌های «چکمه‌های چرمی اسپانیایی» و «از آن صبح‌های پشیمانی» همراه بود.

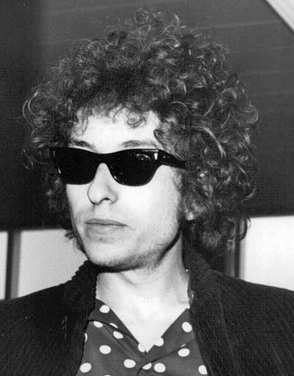
دیلن در سال ۱۹۶۶

در پایان سال ۱۹۶۳ دیلن احساس می‌کرد که توسط جریان‌های ملی فرهنگی و اعتراضی احاطه شده است. این احساس زمانی خودش را به‌طور عمومی نشان داد که بلافاصله بعد از قتل جان اف. کندی، جایزه تام پین را از کمیته آزادی‌های مدنیِ ضروری و ملی دریافت کرد، دیلن از خود بی‌خود شده بلافاصله نقش کمیته را زیر سؤال برد و اعضای آن را پیر و طاس خواند و ادعا کرد ردی از خودش (و همه) در قتل کندی توسط لی هاروی اسوالد می‌بیند.
آلبوم روی دیگر باب دیلن در یک بعد از ظهر ماه ژوئن در ۱۹۶۴ ضبط شد و حال و هوای سبک تری نسبت به آلبوم قبلی داشت. وجه سوررئال و فکاهی دیلن دوباره در آهنگ‌های «آزاد خواهم بود شماره ۱۰” و “کابوس دیوانه موتور» ظاهر شده بود. حادثه اسپانیایی هارلم و به رامُنا آهنگ‌هایی رمانتیک بودند، درحالی که دلتنگی‌های زاغ سیاه و باورت نمی‌کنم (اون جوری رفتار می‌کنه انگار همو اصلاً ندیدیم) نوید چیرگی راک‌اندرول بر موسیقی دیلن را می‌دادند. اونی که می‌خواهی من نیستم عزیز، که ظاهراً دربارهٔ پشت‌پا زدن به عشق است، به عنوان پشت‌پازدن دیلن به اعتبار و اعتمادی است که به‌دست آورده بود. جهت‌گیری جدید او در دو آهنگ طولانی نمایان شد: آهنگ امپرسیونیستی زنگ‌های آزادی که المان‌های تفسیر اجتماعی‌اش را علیه چشم‌انداز استعاره‌ای متراکمی، که بعدها توسط آلن گینزبرگ صورت‌بندی شد قرار می‌داد و به‌سان زنجیرهای تصاویر براق و روزگار گذشته من که به سادگی و جدیت آهنگ‌های موضوعی گذشته خودش حمله می‌کرد و به نظر می‌رسید که پیش‌بینی‌ای بود برای واکنش شدید او به مواجهه‌اش با شهرت قبلی‌اش و مسیر تازه‌ای که در پیش گرفته بود.
در نیمه دوم سال ۱۹۶۴ و سال ۱۹۶۵ ظاهر دیلن و سبک موسیقی‌اش به سرعت تغییر کرد، همان‌طور که از آهنگ‌هایی پیشرو با مضامین معاصر و مایه‌های بومی به سمت فولک-راک موسیقی پاپ رفت. جین‌های ژولیده و تی‌شرت‌های کهنه‌ای که می‌پوشید با لباس‌های خیابان کارنابی، عینک آفتابی‌های روز یا شب و «چکمه‌های بیتلزی» نوک‌دار عوض شد. یک گزارشگر لندنی نوشت: «موهایی با لبه‌های شانه‌خورده. یک تی‌شرت با طرح‌های شلوغ که نورش از لامپهای نئونی میدان لستر هم بیشتر است. او شبیه یک طوطی سوءتغذیه‌گرفته شده.» دیلن همچنین به‌طور فزاینده و عجیبی در مصاحبه‌هایش مشاجره می‌کرد. در شوی تلویزیونی لس کرین ظاهر شد و دربارهٔ فیلمی که قرار بود در آن بازی کند مورد سؤال قرار گرفت و به کرین گفت که احتمالاً یک فیلم کابویی ترسناک باشد. وقتی از او پرسیدند که آیا قرار است نقش کابوی را بازی کند در جواب گفت: «نه، من نقش مادرم را بازی می‌کنم.»

## آثار
او در سال ۱۹۸۲ به تالار مشاهیر ترانه‌سرایان و در سال ۱۹۸۸ به تالار مشاهیر راک اند رول راه یافت. برخی آلبوم‌ها و تک‌ترانه‌های او نظیر بزرگراه ۶۱ دیدار دوباره، بلوند بر بلوند، آقای تمبورین من، چون یک خانه‌به‌دوش و دمیدن در باد در تالار مشاهیر گرمی قرار گرفته‌اند. در سال ۲۰۰۸ دیلن جایزه ویژه پولیتزر را برای «تأثیر ژرفی که با آفرینش اشعاری با قدرت شاعرانه فوق‌العاده بر موسیقی عامه‌پسند و فرهنگ آمریکا گذاشت» به دست آورد.
مهارت کلامی، شوخ‌طبعی، تفسیر شرایط اجتماعی، کاربرد ماهرانه قافیه و استعاره از ویژگی‌های بارز اشعار دیلن است. او نه تنها بر موسیقی‌دانان بلکه بر نویسندگانی نظیر آلن گینزبرگ و جویس کرول اوتس نیز تأثیر عمیقی گذاشته است.
آهنگ کوبیدن بر در بهشت از کارهای غمناک و زیبای باب دیلن است، شرح‌حال فردی نظامی که از عنوان و وظیفه‌اش که کشتار است خسته شده است.
بعد از انتشار این آهنگ توسط باب دیلن خواننده‌های متعددی از جمله گروه گانز ان رزز، این آهنگ را بازخوانی کرده‌اند.∗ وی در سال ۲۰۲۰ بعد از ۸ سال، آلبوم راه‌های خشن و سرکش را منتشر کرد.

## هنرهای دیگر
باب دیلن طراح و نقاش نیز هست. کتاب «طرح‌های توخالی» (Drawn Blank) دیلن را رندوم هاوس در سال ۱۹۹۴ منتشر کرد و در سال ۲۰۰۷ برخی از آثارش در نمایشگاهی در آلمان در کنار آثار نقاشان بزرگ اروپا از جمله پیکاسو به نمایش درآمد.

## جوایز
باب دیلن، برنده جایزه اسکار (برای فیلم پسران شگفت‌انگیز (فیلم))، گلدن گلاب و نشان افتخار است.

## جایزه نوبل
- او به تماس‌های مکرر مسئولان جوایز نوبل پاسخ نداده و مسئولان نوبل می‌گویند که تلاش خود را برای پیدا کردن باب دیلن، خواننده و ترانه‌سرای آمریکایی که امسال برنده نوبل ادبیات شده متوقف کرده‌اند. اعطای جایزه نوبل ادبیات به باب دیلن تعجب بسیاری را برانگیخت. اما از آن زمان باب دیلن هیچ واکنشی از خود نشان نداده است. بلافاصله پس از آنکه نام این خواننده-آهنگساز ۷۵ ساله به عنوان برنده نوبل اعلام شد، او در لاس وگاس به روی صحنه رفت اما هیچ اشاره‌ای به این جایزه نکرد.[۵۹]
- در ۲۱ اکتبر ۲۰۱۶ تنها اشاره جزئی که به عنوان «برنده جایزه نوبل ادبی» در یک مقاله مربوط به نقد کتابش در وبسایت رسمی باب دیلن وجود داشت به توصیه او از وبسایتش پاک شد تا هیچ اشاره‌ای به این جایزه در وبسایت او نباشد.[۶۰]
- در ۲۵ اکتبر ۲۰۱۶ آکادمی ویژه نوبل در سوئد بار دیگر اعلام کرد که هنوز هم موفق به تماس با ترانه‌سرای نامدار نشده است. دبیرخانه نوبل گفت که تاکنون به هیچ ایمیلی جواب داده نشده و در تلفن پیام «این شماره دیگر معتبر نیست» شنیده می‌شود.[۶۱]
- در ۲۷ اکتبر ۲۰۱۶ روزنامه «نیویورک تایمز» در مقاله‌ای بی‌تفاوتی مطلق باب دیلن نسبت به جایزه ادبی نوبل را «برخوردی سارتری» ارزیابی کرده است. ژان پل سارتر، نویسنده نامدار فرانسوی، در سال ۱۹۶۴ جایزه ادبی نوبل را رد کرد. فیلسوف نامدار در اطلاعیه‌ای توضیح داد نمی‌تواند بزرگ‌ترین جایزه عالم ادبیات را قبول کند، زیرا عقیده دارد که یک نویسنده نباید تحت‌تأثیر نهادهای فرهنگی و سیاسی قرار گیرد. به گفته نویسنده «نیویورک تایمز»، باب دیلن حتی یک قدم از فیلسوف اگزیستانسیالیست فراتر گذاشته، زیرا نه تنها جایزه را رد کرده، بلکه عملاً آن را نادیده گرفته و این‌گونه آن را مطلقاً بی‌اهمیت تلقی کرده است. نویسنده نیویورک تایمز تأکید می‌کند که شاید باب دیلن از معنای و بار فلسفی اقدام خود بی‌خبر باشد، اما این از اهمیت «واکنش» او نمی‌کاهد.[۶۲]
- در ۲۸ اکتبر ۲۰۱۶ باب دیلن بالاخره بعد از چندین روز سکوت، اعلام کرد جایزه نوبل ادبیات را می‌پذیرد و برای دریافت آن شخصاً به اروپا سفر خواهد کرد. او گفت خبر اهدای جایزه نوبل ادبیات به او، زبانش را بند آورده بوده است.[۶۳]
- در ۱۶ نوامبر ۲۰۱۶ آکادمی سوئد اعلام کرده که باب دیلن ماه آینده شخصاً برای گرفتن جایزه نوبل به استکهلم نخواهد رفت. این آکادمی گفت که دیلن، برنده نوبل ادبیات امسال در «نامه‌ای شخصی» اعلام کرده به علت «تعهدات از پیش تعیین شده» برایش مقدور نیست که در مراسم اهدای جایزه حضور یابد.[۶۴]
- در روز ۱۰ دسامبر ۲۰۱۶ آزیتا راجی سفیر آمریکا در سوئد متن سخنرانی و پیام تشکری را که باب دیلن نوشته بود در غیاب وی در جریان مراسم اعطای جایزه نوبل قرائت کرد.[۶۵]